# Gara Sibiu
Gara Sibiu este o gară de cale ferată din municipiul Sibiu, care a fost dată în folosință la 11 octombrie 1872. Ea se află localizată în Piața 1 Decembrie 1918, fiind cea mai importantă și cea mai veche gară din oraș.

## Istoric

### Începuturile căilor ferate în zona Sibiului
În a doua jumătate a secolului al XIX-lea s-au alcătuit numeroase memorii în care se cerea construirea unei căi ferate care să lege Budapesta (capitala Regatului Ungariei) de sudul Transilvaniei. Printre aceste memorii sunt de menționat cele întocmite de către Camera de comerț și industrie din Brașov, de care aparținea și Sibiul (1855), dar și de către Comunitatea orașului și scaunului Sibiu (1867). Această propunere a fost dezbătută de Ministerul Comunicațiilor din Imperiul Habsburgic încă înainte de instaurarea dualismului austro–ungar (1867). 
În 1858 a fost construită rețeaua feroviară între Arad și Szolnok. Problemele financiare au întârziat cu câțiva ani începerea construcției traseului feroviar Arad-Alba Iulia, care trebuia să fie prima cale ferată spre Transilvania. Ținând cont de argumente de ordin economic și statistic, ministrul austro-ungar al comunicațiilor, contele Imre Mikó, anunța în 1867 intenția de a se realiza o legătură feroviară între Sibiu și calea ferată Arad-Alba Iulia, pe ruta Copșa Mică–Sibiu.
Calea ferată Arad-Alba Iulia s-a dat în exploatare abia la 22 decembrie 1868, cu o întârziere de câțiva ani, cauzată de probleme financiare.  S-a trecut apoi la construirea rutei care să conecteze Copșa Mică de Sibiu, care a fost inaugurată la 11 octombrie 1872, tot atunci fiind gata și clădirea gării din Sibiu. După cum se observă din planul orașului Sibiu din anul 1875, clădirea inițială a Gării Sibiu era formată dintr-un corp dreptunghiular, având la partea centrală câte un rezalit puțin pronunțat, atât spre oraș, cât și spre linii.
Până la sfârșitul secolului al XIX-lea s-au mai construit și alte legături feroviare către orașul Sibiu: 
- Sibiu–Avrig - finalizată la 13 septembrie 1892 [5] și care urma să lege Sibiul de Brașov, prin Făgăraș. Din cauza dificultăților financiare și a neînțelegerilor cu privire la soluțiile tehnice ce urmau a fi adoptate, această legătură feroviară s-a realizat abia la 6 noiembrie 1908.
- Sibiu–Râmnicu Vâlcea, prin Pasul Turnu Roșu, spre fosta graniță ungaro-română - pusă în funcțiune în 1897
- Sibiu–Vințu de Jos - dată în exploatare la 25 noiembrie 1897 și care lega direct Sibiul de Calea ferată Arad-Alba Iulia, fără a mai trece prin Copșa Mică. Astfel, distanța pe cale ferată între Vințu de Jos și Sibiu a putut fi astfel de la 119 la 83 km.

### Modernizări

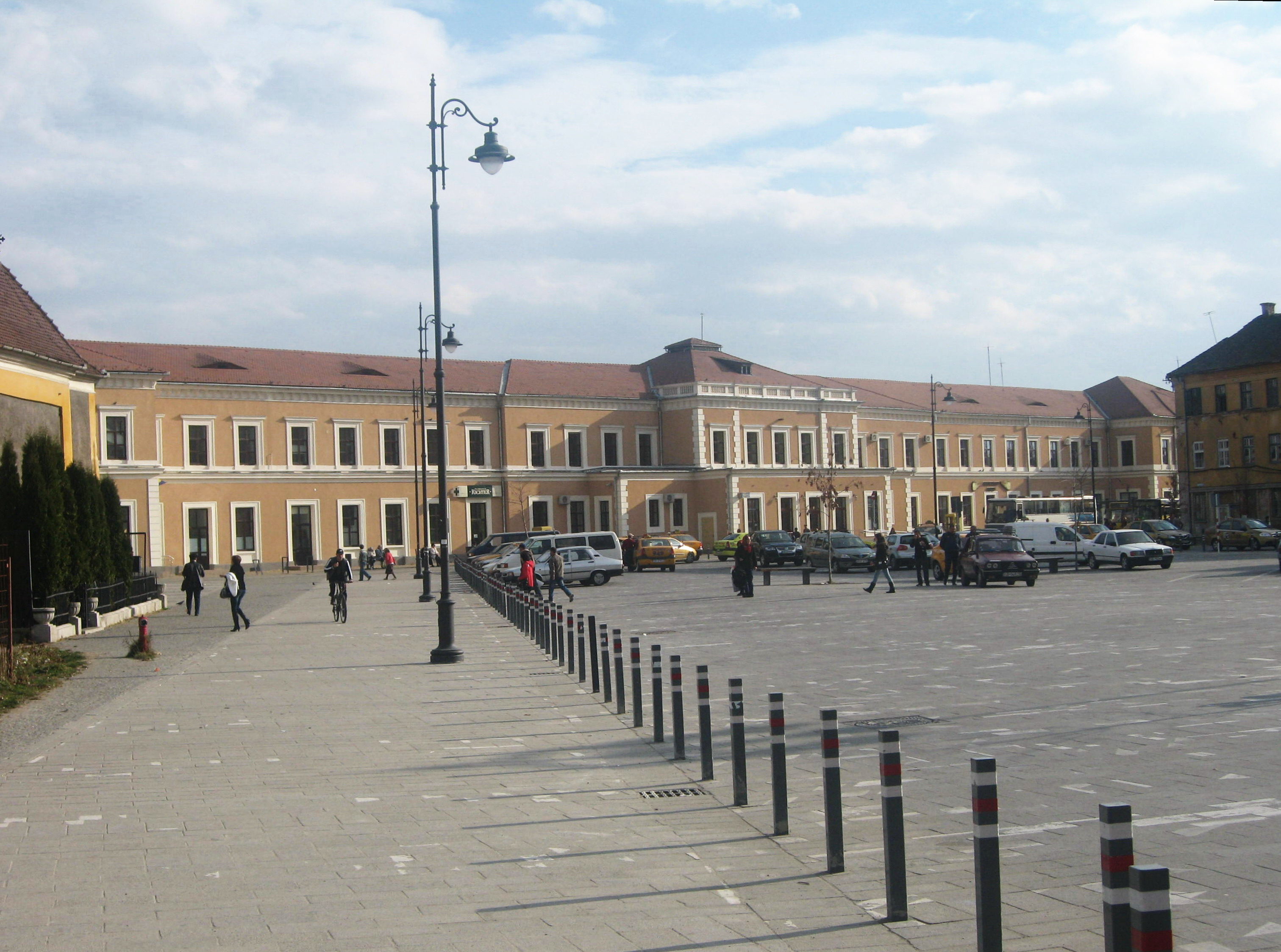
Gara Sibiu

Odată cu extinderea căilor ferate pe teritoriul Transilvaniei și spre Regatul României, fluxul de călători și de mărfuri din Gara Sibiu a crescut mult. Clădirea gării devenise neîncăpătoare, astfel că edificiul a trebuit să fie extins. 
În Proiectul de iluminare al gării elaborat la 13 decembrie 1898 este reprezentată o aripă laterală în extremitatea stângă a edificiului având un rezalit cu un ax spre piață și foarte puțin spre linii. În același proiect se observă că era proiectată construcția unei aripi laterale în extremitatea dreaptă având un rezalit simetric cu cel din stânga. Nu se cunoaște anul când s-a realizat aripa laterală dreaptă a clădirii, dar ea apare ca existentă în planul orașului din 1911. Un corp central de dimensiuni mici, care apare în proiectul sus-menționat pentru a fi realizat în fața intrării principale dinspre piață, era deja construit în anul 1905, după cum se observă dintr-o ilustrată de epocă. 
Clădirea gării a fost consolidată și reparată în timpul celui de-al doilea război mondial, fiind adăugat un corp cu parter în fața intrării principale dinspre piață. De o parte și de alta a rezalitului central s-a construit tot atunci câte o anexă de dimensiuni mici, având doar parter. Prin anii ‘50 ai secolului al XX-lea s-a demontat planșeul originar din interiorul corpului central, formându-se un hol amplu pe înălțimea celor două nivele. 
Gara Sibiu este formată dintr-o clădire dreptunghiulară cu etaj, având un corp central cu un rezalit puțin ieșit în afară, dublat ulterior de un altul numai cu parter și două aripi laterale cu rezalite mai pronunțate spre piață decât înspre linii. Holul central este foarte înalt, tavanul care delimitat parterul de etaj fiind demolat. 
Ținând cont de faptul că edificiul gării avea nevoie de reparații, s-a elaborat un Proiect de Modernizare a stației de călători de către arhitectul Vasile Tabacu de la Institutul de Proiectări ale CFR. Comisia Regională a Monumentelor Istorice Transilvania Est a recomandat în 2004 înlăturarea anexelor parazitare ridicate pe parter, dar arhitectul restaurator nu a ținut seama de această propunere. 
Contractul de execuție al lucrărilor a fost încheiat între Compania Națională de Căi Ferate S.A. și Termogaz Company SA din Hațeg la 8 august 2005 și avea ca termen de finalizare 31 august 2007, lucrările urmând să se realizeze din fonduri externe, finanțator fiind banca Credit Suisse First Boston. Din cauza faptului că proiectantul a modificat proiectul chiar în timpul execuției lucrărilor și a prevăzut necesitatea realizării unor lucrări suplimentare, s-a decalat termenul de execuție până la 30 martie 2008.  Lucrările au fost finalizate în anul 2008.

## Prezentare generală
Gara Sibiu se află localizată pe Magistrala CFR 200 care asigură legătura dintre județul Brașov și județul Arad. Gara Sibiu este tranzitată de trenuri ale CFR Călători și Interregional Călători. 
Această gară este tranzitată de trenuri care circulă pe următoarele linii:
- Magistrala 200 : Brașov - Făgăraș - Podu Olt - Sibiu - Vințu de Jos - Simeria - Deva - Arad - Curtici
- Linia Sibiu-Copșa Mică

Alături de aceste linii de cale ferată mai sunt și linii închise, respectiv Sibiu-Cisnădie și Sibiu-Agnita (linie îngustă).
Din Sibiu circulă trenuri directe zilnice spre următoarele gări din România: Alba Iulia, Arad, Brașov, București Nord, Cluj, Craiova, Mediaș, Ploiești Vest, Râmnicu Vâlcea, Sighișoara, Târgu Mureș etc.
Două trenuri internaționale tranzitează zilnic gara din Sibiu, amândouă spre Budapest Keleti. Primul are plecare la ora 9.53, al doilea la ora 23.29. Durata călătoriei este de   nouă ore și 57 de minute, respectiv zece ore și 21 de minute.

## Imagini

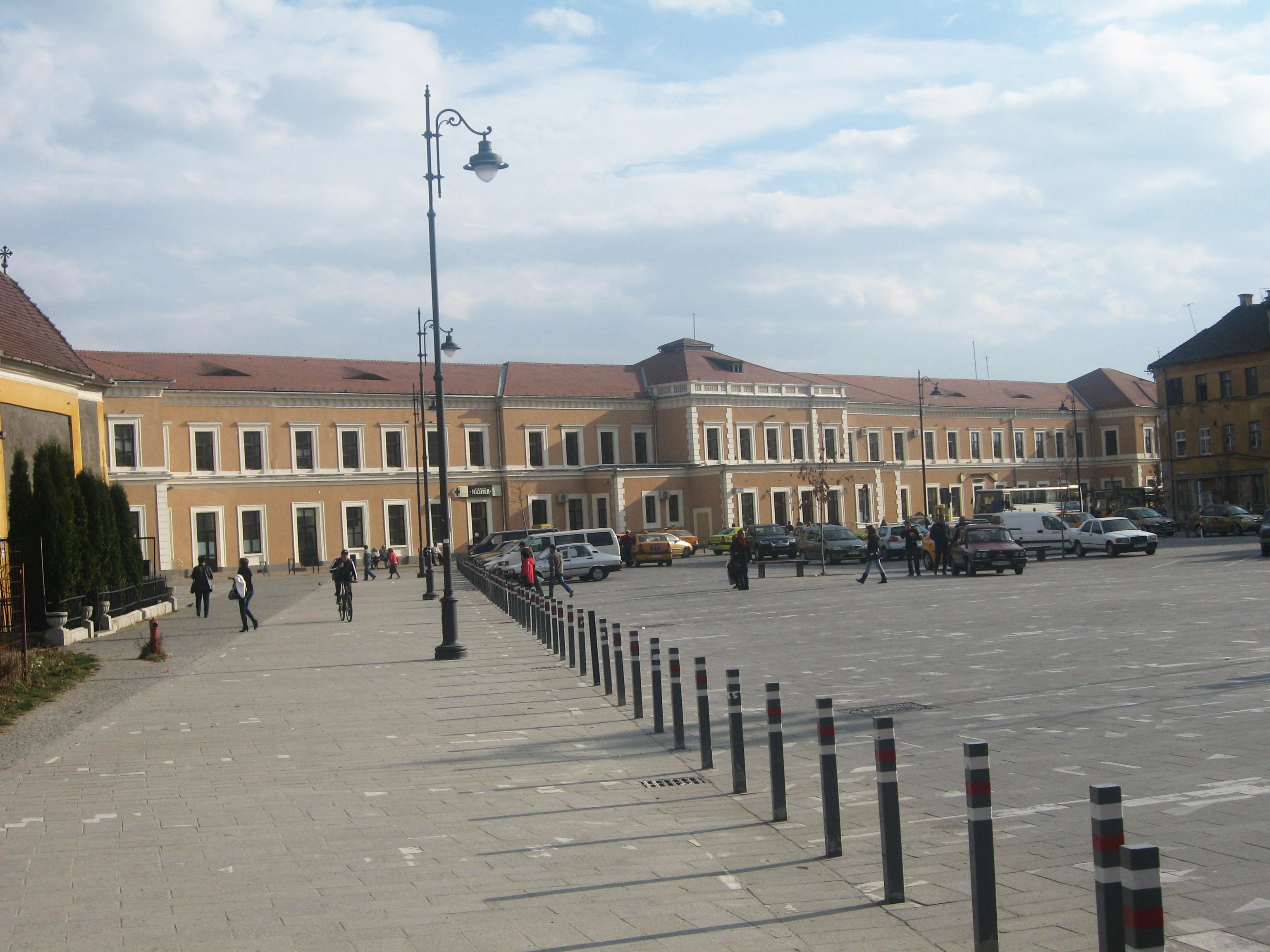
Gara Sibiu
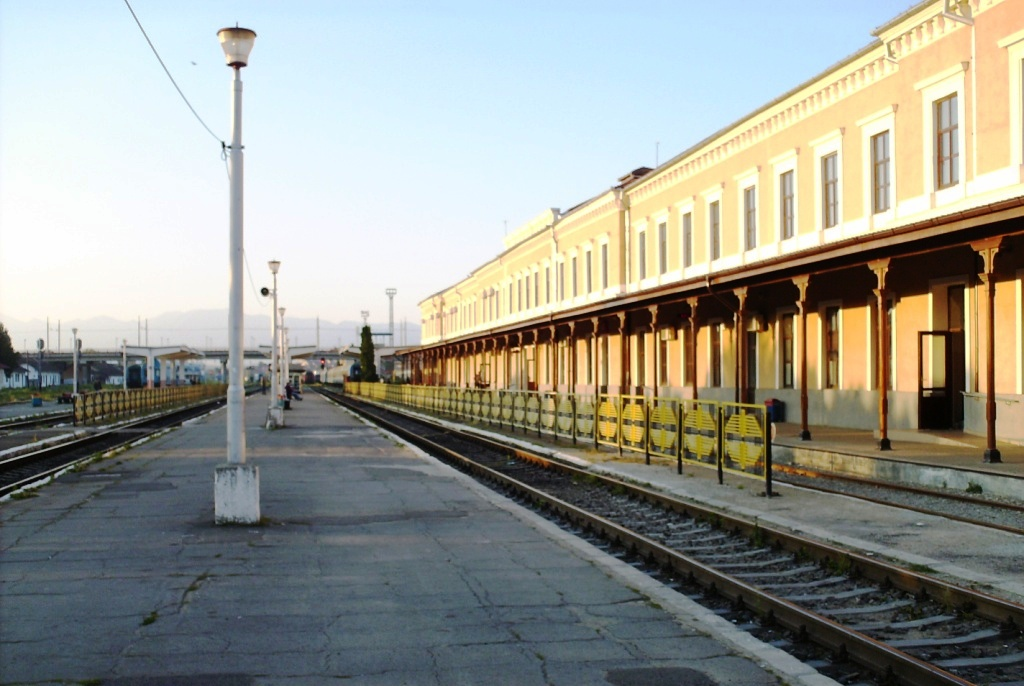
Peronul Gării Sibiu
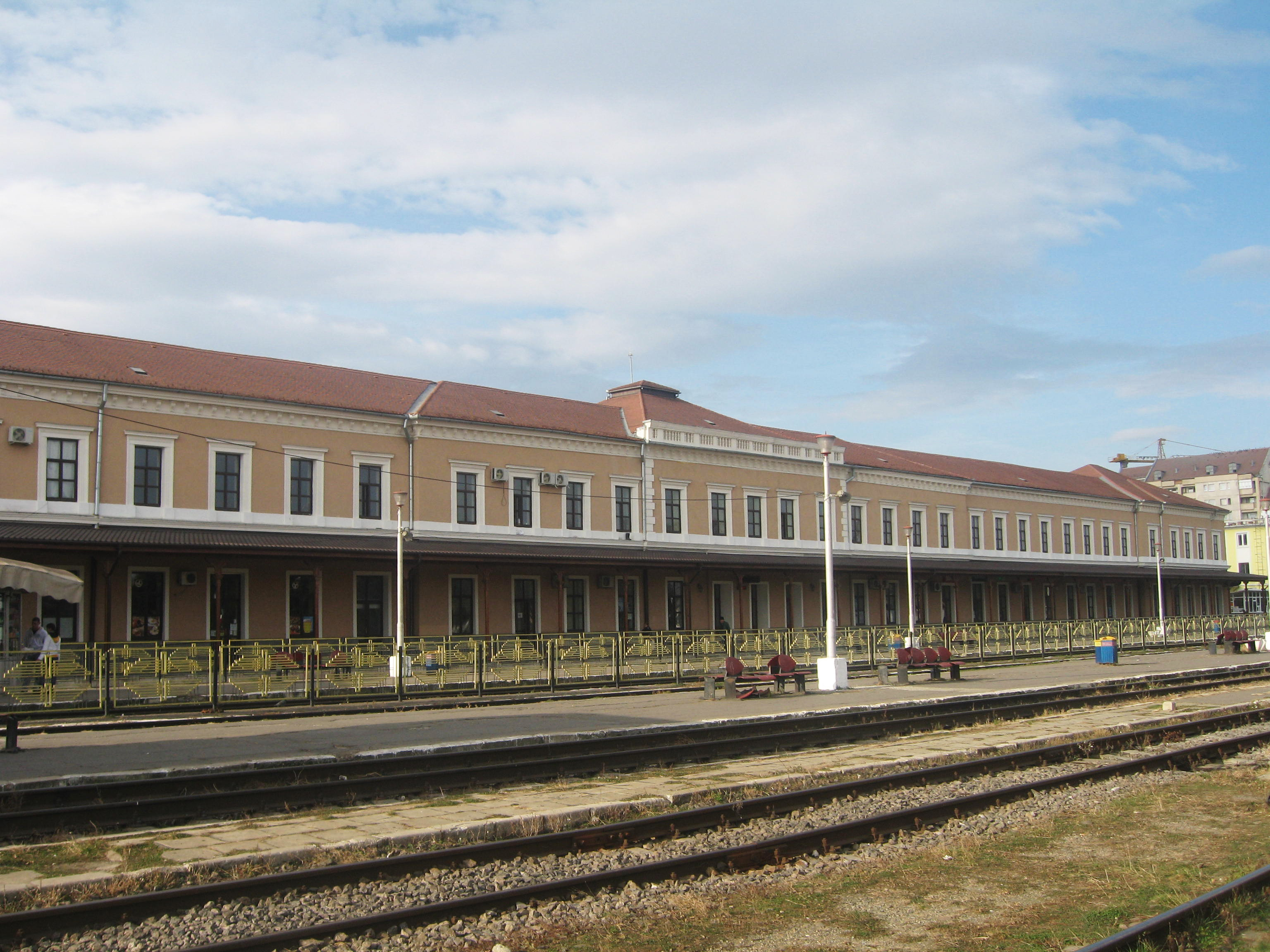
Peronul Gării Sibiu
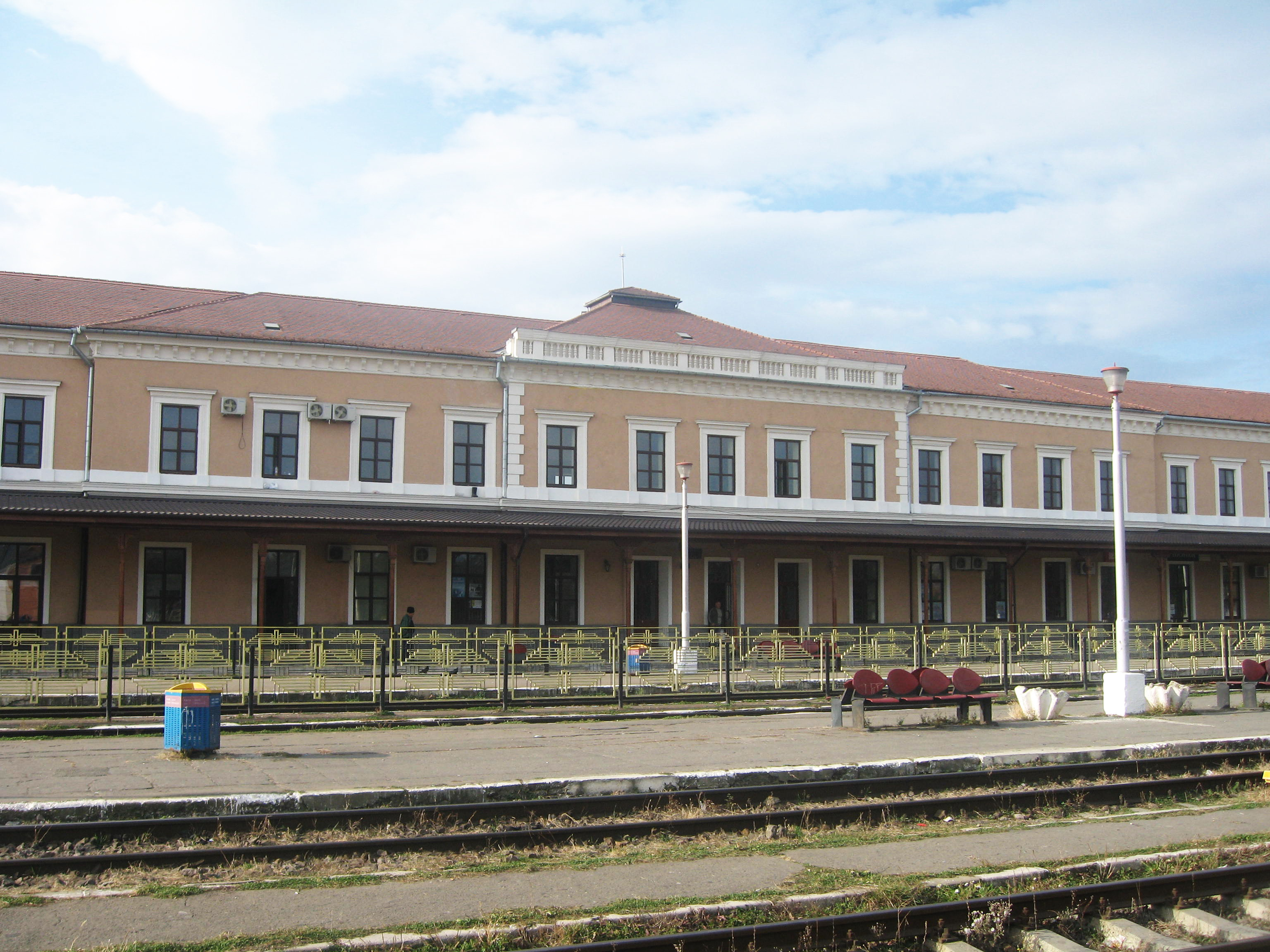
Peronul Gării Sibiu
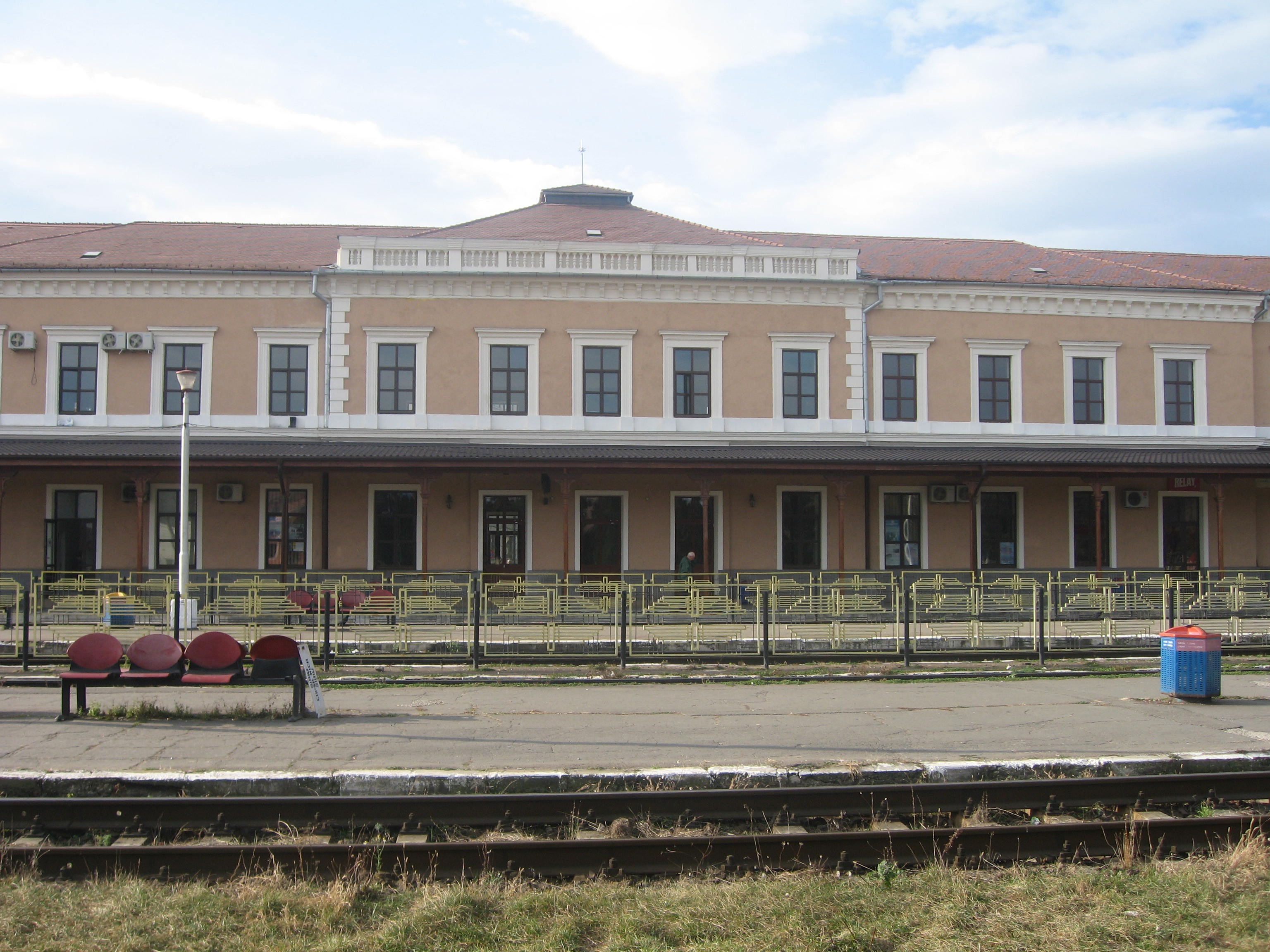
Peronul Gării Sibiu